# Bad Religion (canción)
«Bad Religion» es una canción de la banda de heavy metal estadounidense Godsmack. Sirvió como cuarto sencillo de su álbum debut. 
Después de los atentados del 11 de septiembre de 2001, el conglomerado de radios Clear Channel Communications emitió una lista de 150 canciones que recomendaba que no fuesen radiadas. "Bad Religion", de Godsmack era una de ellas.
La canción aparece en el juego ATV Quad Power Racing 2 para PlayStation 2, XBOX y Gamecube. También aparece en la película de 2003 Mayor of the Sunset Strip.

## Personal
- Sully Erna - voz, guitarra rítmica, batería
- Tony Rombola - guitarra líder, coros
- Robbie Merrill - bajo
- Tommy Stewart - batería (está acreditado, pero no tocó en el álbum)
- Mudrock - productor

## Posición en listas
Sencillos - Billboard (Estados Unidos)
| Año  | Lista                  | Posición |
| ---- | ---------------------- | -------- |
| 2000 | Mainstream Rock Tracks | 8        |
| 2000 | Modern Rock Tracks     | 32       |